# 쿠르디스탄

쿠르디스탄의 기

쿠르디스탄의 문장

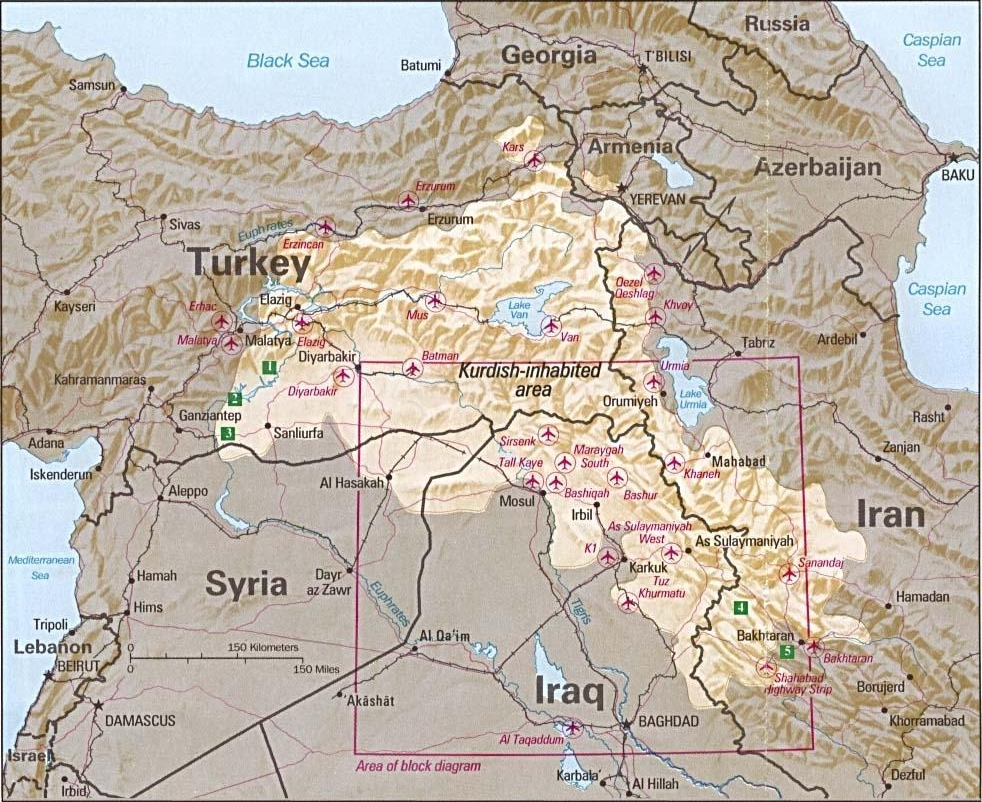
쿠르디스탄의 위치

쿠르디스탄(쿠르드어: Kurdîstan, 아랍어: كردستان, 페르시아어: کوردستان, 튀르키예어: Kürdistan, 영어: Kurdistan)의 총 면적은 392,000km2이며 아나톨리아 동부 19만km2, 이란 12만5천km2, 이라크 6만5천km2, 시리아 1만2천km2에 존재한다.
쿠르디스탄은 "쿠르드족의 땅"이라는 뜻으로, 쿠르드족이 인구의 대부분을 차지하고 있다. 2004년 이후 이라크에 쿠르드 자치구가 설립되고, 2013년 시리아에도 로자바라는 미승인 국가에 준하는 자치 지역이 설립되었다. 쿠르드인들은 현재 시리아와 이라크에서 IS 퇴치에 가장 큰 공헌을 하였다.

## 역사
16세기에 쿠르드인의 거주 지역은 사파비 왕조와 오스만 제국에 걸쳐 존재하였다. 쿠르디스탄의 분할은 1514년에 칼디란 전투의 여파 속에 일어났다.

## 지리
쿠르디스탄 지역은 북위 36도에 걸쳐 있다. 쿠르디스탄은 아르빌, 슐레이마니아 두혹, 키르쿠크, 디얄라 및 니네바의 일부 등 6개 자치 구역을 가지고 있다. 이 지역은 농업 및 관광 산업이 발달되어 있으며, 천연자원의 보고이다. 특히, 이 땅은 석유가 많이 매장되어 있다.

## 인구

### 튀르키예
튀르키예에는 약 1천500만 명의 쿠르드족이 거주하고 있으며, 이는 중동 외(外) 지역 거주자 200만 명을 뺀 쿠르드족 전체 인구의 48%를 차지한다. 튀르키예에서 쿠르드족을 같은 튀르키예인으로 부르며 산악지대에 많이 살았기 때문에 '산악 튀르키예인'이라고 부르기도 한다. 튀르키예 공화국이 독립한 이후 튀르키예에서는 쿠르드족의 언어 사용 불법화(현재 폐지), 고유 의상 착용 금지 등 쿠르드족의 민족의식을 없애려고 하였다. 현재 튀르키예 정부와 이라크 북부로 이동한 쿠르드족의 독립 운동을 주도하는 PKK는 극렬 대립하고 있다.

### 이란
이란에는 약 800만 명의 쿠르드족이 거주하고 있다. 이란의 쿠르드인들은 제2차세계대전 직후 소련의 지원 이래 마하바드 공화국을 세웠으나, 소련군이 철수하자 독립국은 인정받지 못하였다. 이후 자치주 성향의 지역이 되었으며 이란은 자국 내 쿠르드족들을 탄압하면서 정작 이란-이라크 전쟁 당시 이란 편에서 군인으로 활약하던 이라크 쿠르드인들을 지지하기도 했다.

### 이라크
이라크에는 약 600만 명의 쿠르드족이 거주하고 있으며, 사담 후세인의 집권 기간 동안 이란의 편에 있던 쿠르드인들을 탄압하여 국제적 비난을 받았다. 이라크 전쟁이 시작되자 이라크내의 쿠르드족들은 미국 편에서 싸워 사담 후세인을 물리치고 이라크에 새로운 정권이 들어서는 것에 많은 영향을 끼쳤다. 이라크 전쟁 이후 이라크 북부 유전 지대에는 쿠르드족 자치구가 생겨났으며 완전한 독립 국가를 시도하고 있다. 쿠르드족인 잘랄 탈라바니가 이라크의 대통령이 되었다.

### 시리아
시리아에는 약 200만 명의 쿠르드족이 거주하고 있다. 시리아의 북동쪽에 로자바라는 자치구가 설립되어 있다. 자세한 것은 시리아령 쿠르디스탄 문서에 있다.

## 같이 보기
- 이란령 쿠르디스탄
- 튀르키예령 쿠르디스탄
- 시리아령 쿠르디스탄
- 쿠르드 자치구
- 발루치스탄
- 쿠르드족